# تیاگو آلکانتارا
تیاگو آلکانتارا دو ناسیمنتو بازیکن فوتبال متولد ایتالیا است که ملیت اسپانیایی دارد. او به عنوان هافبک میانی برای تیم ملی اسپانیا بازی می‌کند.
او هنگامی که ۱۴ ساله بود به بارسلونا پیوست و اولین بازی خود را برای این تیم در سال ۲۰۰۹ انجام داد. پس از برنده شدن افتخاراتی از جمله چهار عنوان قهرمانی لالیگا، یک عنوان لیگ قهرمانان اروپا و جام باشگاه‌های جهان با بارسلونا، با امضای قرارداد ۲۵ میلیون یورویی در سال ۲۰۱۳ به بایرن مونیخ پیوست. او در بایرن موفق به کسب شانزده جام، از جمله بوندسلیگا در هفت فصل اول حضور خود در این تیم و لیگ قهرمانان اروپا در سال ۲۰۲۰ به عنوان بخشی از سه‌گانه قاره اروپا شده است.
پس از بازی برای اسپانیا در مسابقات قهرمانی اروپا در رده‌های زیر ۱۹ و ۲۱ سال، اولین بازی برای تیم اصلی را در سال ۲۰۱۱ انجام داد. او بخشی از تیم اسپانیا برای جام جهانی ۲۰۱۴ بود، اما به علت آسیب زانو، از لیست خارج شد. تیاگو همچنین برای یورو ۲۰۱۶ و جام جهانی ۲۰۱۸ نیز در تیم اسپانیا حضور داشت.
او در پایان فصل ۲۰۲۳_۲۰۲۴ به دلیل مصدومیت‌های پیاپی از دنیای فوتبال خداحافظی کرد
وی برادر رافینیا آلکانترا است

## حرفه باشگاهی

### آغاز کار
تیاگو در سن پیترو ورنوتیکو ایتالیا متولد شد، زمانی که پدرش مازیینو برای یوسیاس لچه نزدیک بازی کرد. او در سطوح پایین فلامینگو در برزیل مشغول به بازی شد و در سن پنج سالگی با پدرش به اسپانیا رفت و برای تیم گریسی اوراکا در نیگران بازی کرد. در سال ۲۰۰۱، هنگامی که پدرش برای Elche CF بازی می‌کرد، او مشغول بازی برای Kelme CF بود. هنگامی که ۱۰ ساله بود، به فلامینگو بازگشت و در سال ۲۰۰۵، برای بار دیگر به اسپانیا رفت و برای تیم‌های پایه بارسلونا مشغول به بازی شد.

### بارسلونا
تیاگو اولین بازی خود برای بارسلونا را در ۱۷ می ۲۰۰۹، زمانی که ۱۸ ساله بود انجام داد.
در ۲۰ فوریه ۲۰۱۰، پس از ورود به عنوان جایگزین یایا توره در دقیقه ۷۶، تیاگو گل اول خود را برای بارسلونا زد. او فصل ۱۱–۲۰۱۰ را با ۱۷ بازی، ۳ گل و ۳ پاس گل به پایان رساند و در فینال لیگ قهرمانان اروپا ۲۰۱۱ مقابل منچستریونایتد در ورزشگاه ومبلی، به عنوان یار جانشین وارد میدان شد.
در ۱۸ دسامبر ۲۰۱۱ در جریان پیروزی بارسلونا مقابل تیم یوکوهاما در فینال جام باشگاه‌های جهان نیز حضور داشت.

### بایرن مونیخ

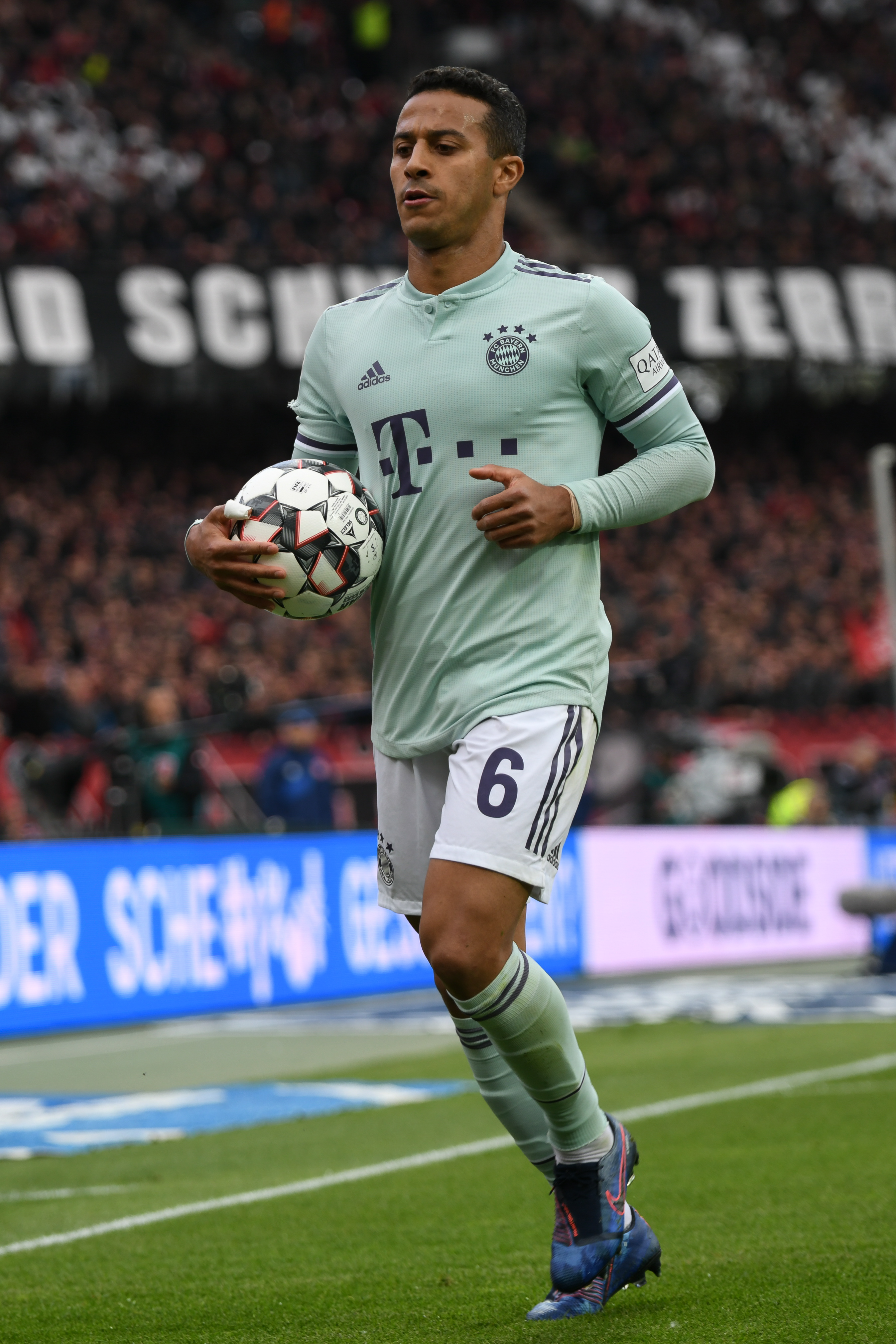
۲۰۱۹

او در سال ۲۰۱۳، با مبلغ ۲۵ میلیون یورو و قراردادی ۵ ساله به بایرن مونیخ پیوست و تاکنون، در ۲۳۳ بازی ای که برای این تیم کرده است، ۳۰ گل زده است.

پپ گواردیولا، سرمربی وقت بایرن مونیخ راجع‌به انتقال تیاگو به این تیم می‌گوید:
با باشگاه صحبت کردم و راجع‌به تفکراتم و اینکه چرا تیاگو را می‌خواهم گفتم. او تنها بازیکنی است که من می‌خواهم. یا تیاگو یا هیچ‌کس!
او موفق به کسب ۱۷ جام با بایرن مونیخ، از جمله ۷ جام متوالی قهرمانی بوندسلیگا، ۴ قهرمانی جام حذفی، سه قهرمانی سوپر کاپ و یک قهرمانی جام باشگاه‌های جهان شده است.
لیورپول
تیاگو در ۱۹ سپتامبر ۲۰۲۰ با مبلغ ۳۰ میلیون یورو به باشگاه لیورپول ملحق شد. او در مصاحبه ای در این رابطه گفته است که برای این لحظه مدت‌ها صبر کرده است.

## تیم ملی

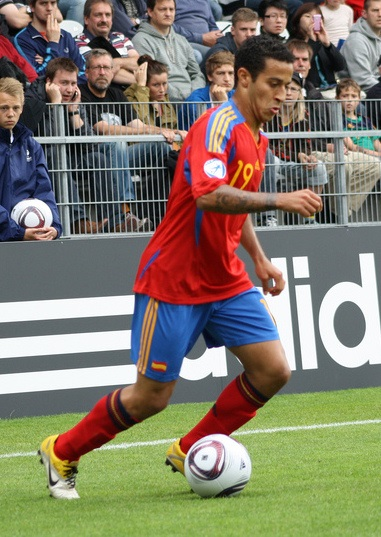
۲۰۱۱

او اولین حضور در تیم ملی اسپانیا را در یک دیدار دوستانه مقابل ایتالیا در تاریخ ۱۰ اوت ۲۰۱۱ تجربه کرد. در حالی که اولین بازی او در سپتامبر ۲۰۱۱ برای مسابقات مقدماتی یورو ۲۰۱۲ در یک دیدار برابر لیختن اشتایل بود. با توجه به مصدومیتش، بازی‌های یورو و المپیک تابستانی ۲۰۱۲ در لندن را نیز از دست داد.
تیاگو در لیست تیم ملی اسپانیا نیز برای جام جهانی ۲۰۱۴ بود. اما به دلیل مصدومیت از ناحیه زانو جام جهانی از لیست خط خورد.
در ۶ اکتبر ۲۰۱۷ او اولین گل ملی خود را در دقیقه ۲۶ مقابل آلبانی در مسابقات مقدماتی جام جهانی ۲۰۱۸ به ثمر رساند. در می ۲۰۱۸ نیز در لیست ۲۴ نفره تیم ملی اسپانیا برای جام جهانی ۲۰۱۸ قرار داشت و در دو دیدار مقابل پرتغال و مراکش بازی کرد.

## سبک بازی

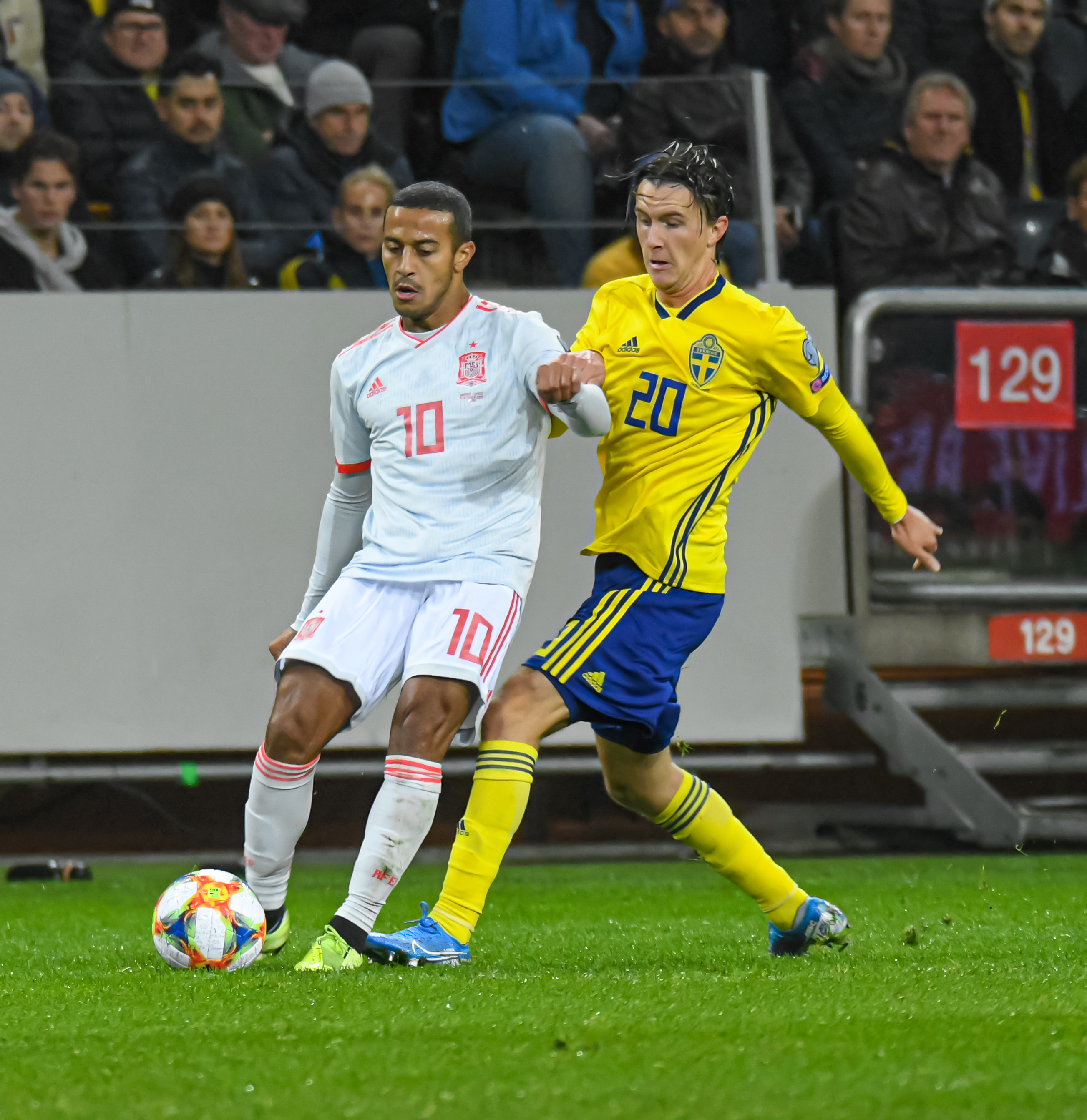
تیاگو در مقدماتی یورو ۲۰۱۶ در برابر سوئد

تیاگو یک هافبک بسیار خلاق، با تکنیک، با استعداد و دارای مهارت عالی کنترل توپ است که به او اجازه می‌دهد تا نقش پر رنگی در زمین بازی داشته باشد. همچنین دارای توانایی برای بازی در پست هجومی تر است. او برای پاس‌های دقیق و کنترل شده اش معروف است و در فصل ۱۸–۲۰۱۷ بوندسلیگا، موفق شد تا ۹۰٫۲٪ از پاس‌هایش را به مقصد برساند؛ بالاتر از هر بازیکن دیگری. تیاگو در یک مصاحبه با اشاره به سفت و سخت‌تر و فیزیکی‌تر شدن فوتبال در دنیای امروز آرزو کرده بود کاش بیست سال زودتر به دنیا می‌آمد تا بتواند از فوتبال تکنیکی لذت بیشتری ببرد.

## زندگی شخصی
در ایتالیا از والدین برزیلی متولد شد، پدر وی مازینهو بازیکن سابق برزیلی عضو تیم قهرمان جام جهانی ۱۹۹۴ است و مادر وی والریا آلکانتارا نیز بازیکن سابق والیبال است. او یک برادر کوچک‌تر به نام رافینیا آلکانترا دارد که در حال حاضر، برای تیم ملی برزیل و باشگاه العربی قطر توپ می‌زند.
در ژوئن ۲۰۱۵ وی با جولیا ویگاس در کاتولنیا اسپانیا ازدواج کردند و در سال ۲۰۱۷ اولین فرزند آن‌ها گابریل که پسر است به دنیا آمد.